# Callistethus gemmulus
Callistethus gemmulus är en skalbaggsart som beskrevs av Gilbert John Arrow 1911. Callistethus gemmulus ingår i släktet Callistethus och familjen Rutelidae. Inga underarter finns listade.